# Liste der Kreisstraßen im Rheingau-Taunus-Kreis
Die Liste der Kreisstraßen im Rheingau-Taunus-Kreis ist eine Auflistung der Kreisstraßen im hessischen Rheingau-Taunus-Kreis.

## Abkürzungen
- K: Kreisstraße
- L: Landesstraße

## Liste
Die Kreisstraßen behalten die ihnen zugewiesene Nummer innerhalb des Regierungsbezirks Darmstadt in der Regel auch bei einem Wechsel in einen anderen Landkreis oder in eine kreisfreie Stadt. Nicht vorhandene bzw. nicht nachgewiesene Kreisstraßen werden in Kursivdruck gekennzeichnet, ebenso Straßen und Straßenabschnitte, die unabhängig vom Grund (Herabstufung zu einer Gemeindestraße oder Höherstufung) keine Kreisstraßen mehr sind. 
Der Straßenverlauf wird in der Regel von Nord nach Süd und von West nach Ost angegeben.
| Nr.   | Verlauf |
| ----- | --- |
| K 509 | (K 509 im Landkreis Limburg-Weilburg) – Kreisgrenze – L 3031 in Bechtheim                                                      |
| K 515 | L 3277 in Wallrabenstein – Kreisgrenze – (K 515 im Landkreis Limburg-Weilburg)                                                 |
| K 525 | (K 64 im Rhein-Lahn-Kreis, Rheinland-Pfalz) – Landesgrenze – L 3031 in Panrod                                                  |
| K 530 | (K 57 im Rhein-Lahn-Kreis, Rheinland-Pfalz) – Landesgrenze – in Rückershausen                                                  |
| K 533 | (K 53 im Rhein-Lahn-Kreis, Rheinland-Pfalz) – Landesgrenze – L 3031 in Laufenselden                                            |
| K 597 | (K 78 im Rhein-Lahn-Kreis, Rheinland-Pfalz) – Landesgrenze – Martenroth – Grebenroth – K 678 – Egenroth – K 612 – L 3031       |
| K 612 | (K 93 im Rhein-Lahn-Kreis, Rheinland-Pfalz) – Landesgrenze – Niedermeilingen – K 677 – K 597 in Egenroth                       |
| K 613 | (K 94 im Rhein-Lahn-Kreis, Rheinland-Pfalz) – Landesgrenze – K 614 in Algenroth                                                |
| K 614 | (K 95 im Rhein-Lahn-Kreis, Rheinland-Pfalz) – Landesgrenze – Algenroth – K 613 – K 677 – Zorn – L 3031 – L 3035 – Langschied – |
| K 623 | (K 101 im Rhein-Lahn-Kreis, Rheinland-Pfalz) – Landesgrenze – L 3397                                                           |
| K 624 | L 3034 in Aulhausen – L 3454                                                                                                   |
| K 625 | (K 98 im Rhein-Lahn-Kreis, Rheinland-Pfalz) – Landesgrenze – K 627 – L 3033                                                    |
| K 627 | K 628/K 629 in Wollmerschied – K 625                                                                                           |
| K 628 | L 3397 – K 627/K 629 in Wollmerschied                                                                                          |
| K 629 | L 3397 – K 627/K 628 in Wollmerschied                                                                                          |
| K 630 | L 3454 – K 984 – Geisenheim – – in Rüdesheim am Rhein                                                                          |
| K 631 | L 3272 in Johannisberg – 42a in Winkel                                                                                         |
| K 634 | Am Rebhang – Hallgarten – L 3320                                                                                               |
| K 638 | L 3320 in Kiedrich – Erbach – Eltville am Rhein – K 642 – Niederwalluf – Kreisgrenze – (K 648 in Wiesbaden)                    |
| K 639 | – Oberwalluf |
| K 641 | – Rauenthal – |
| K 642 | L 3036 in Martinsthal – K 638 in Eltville am Rhein                                                                             |
| K 646 | Schlangenbad – |
| K 663 | – Hettenhain – /L 3037 |
| K 666 | Lindschied – L 3456 |
| K 667 | – L 3374 in Bad Schwalbach |
| K 669 | L 3374 – Fischbach – L 3035 in Hausen vor der Höhe                                                                             |
| K 672 | L 3035 – Hilgenroth |
| K 674 | Wisper – L 3455 |
| K 675 | L 3455 – Watzelhain – L 3033                                                                                                   |
| K 676 | L 3035 – Nauroth |
| K 677 | K 612 in Niedermeilingen – Obermeilingen – K 614 in Zorn                                                                       |
| K 678 | – K 597 in Grebenroth |
| K 680 | Mappershain – |
| K 682 | Burg-Hohenstein – |
| K 683 | – Burg-Hohenstein Nord |
| K 685 | Huppert – L 3455 |
| K 687 | L 3373 in Breithardt – K 700                                                                                                   |
| K 690 | L 3031 in Panrod – L 3275 in Hennethal                                                                                         |
| K 691 | L 3275 – L 3026 in Wörsdorf |
| K 694 | L 3031 in Panrod – |
| K 696 | L 3470 in Orlen – (südliche Strecke)                                                                                           |
| K 697 | L 3470 – Hambach |
| K 699 | L 3470 in Orlen – (nördliche Strecke)                                                                                          |
| K 700 | – Born – Watzhahn – in Bleidenstadt                                                                                            |
| K 702 | – K 703 in Seitzenhahn |
| K 703 | in Bleidenstadt – Seitzenhahn – K 702 – L 3037                                                                                 |
| K 705 | L 3273 in Niederseelbach – Königshofen                                                                                         |
| K 706 | – Wochenendhaussiedlung – L 3273                                                                                               |
| K 707 | – Ehrenbach – K 708 – L 3274                                                                                                   |
| K 708 | K 707 – |
| K 709 | /L 3274 – Idstein |
| K 711 | Dasbach – L 3026 |
| K 714 | L 3031 – Steinfischbach – K 749 – in Esch                                                                                      |
| K 715 | – Bermbach – L 3011 |
| K 717 | – Oberrod – Niederrod – L 3023                                                                                                 |
| K 721 | L 3027 in Oberjosbach – Kreisgrenze – (K 721 im Main-Kinzig-Kreis)                                                             |
| K 748 | Reinborn – in Niederems |
| K 749 | L 3031 an der Kreisgrenze – K 714 in Steinfischbach                                                                            |
| K 984 | K 630 – Marienthal – L 3272 in Johannisberg                                                                                    |

## Nummerierung der Kreisstraßen im Regierungsbezirk Darmstadt
Die Kreisstraßen im Regierungsbezirk Darmstadt wurden ursprünglich nach einem bestimmten Nummernplan durchnummeriert. Hierbei wählte man für den Landkreis Bergstraße die niedrigsten und für den Main-Kinzig-Kreis die höchsten Kreisstraßennummern.
Die Nummerierung erfolgte in der Regel in folgender Reihenfolge:
Landkreis Bergstraße, Odenwaldkreis, Landkreis Darmstadt-Dieburg, Kreis Groß-Gerau, kreisfreie Stadt Darmstadt, Landkreis Offenbach, kreisfreie Stadt Offenbach am Main, Wetteraukreis, Rheingau-Taunus-Kreis, Hochtaunuskreis, kreisfreie Stadt Wiesbaden, Main-Taunus-Kreis, kreisfreie Stadt Frankfurt am Main und schließlich Main-Kinzig-Kreis.
Auch die Nummerierungen der Kreisstraßen im Lahn-Dill-Kreis und im Landkreis Limburg-Weilburg, die seit dem 1. Januar 1981 zum Regierungsbezirk Gießen gehören, folgen großenteils noch diesem Nummernplan.